# Об'єкт 19
Об'єкт 19 — радянська дослідна колісно-гусенична бойова машина піхоти. Після конкурсних порівняльних випробувань перевагу віддали «Об'єкту 765», що пізніше стала БМП-1, тому бойова машина на озброєння прийнята не була.
Бойова машина «Об'єкт 19» розроблена місті Рубцовск, в конструкторському бюро Алтайського тракторного заводу (АТЗ), разом з  Військовою академією бронетанкових військ (ВА БТВ). Серійно не вироблялася.

## Історія створення
На початку 1960-х років за завданням Міністерства Оборони СРСР на ряді оборонних підприємств СРСР було розпочато розроблення нового типу броньованих транспортних засобів для мотострілецьких підрозділів. Серед основних вимог, що висуваються, були:
1. Захист від засобів масового ураження;
2. Значна вогнева міць;
3. Подолання водних перешкод;
4. Можливість самостійної боротьби з танками супротивника.

Однією з таких розробок був «Об'єкт 19». Розробка велася в конструкторському бюро АТЗ разом із ВА БТВ. У 1965 ріку було створено макетний зразок. Після конкурсних порівняльних випробувань перевагу віддали «Об'єкту 765», що пізніше стала БМП-1, тому бойова машина на озброєння прийнята не була.
В даний час "Об'єкт 19" знаходиться в Бронетанковому музеї в Кубинці.

## Опис конструкції
Згідно компоновочної схеми місце механіка-водія знаходилося спереду зліва, праворуч від механіка-водія знаходилося місце командира. У кожного члена екіпажа був окремий люк для виходу з машини.

### Броньовий корпус та башта
Корпус «Об'єкта 19» представляв зварену конструкцію із сталевих катаних листів зовні нагадувала конструкцію БРДМ-2. У середині розташовувалося бойове відділення із баштою кругового обертання. Місця десанту були навколо бойового відділення.
Вихід десанту здійснювався через задні люки на даху корпусу.

### Озброєння
Основним озброєнням був гладкоствольний 73-мм гранатомет або Грім. Боєкомплект становив 40 пострілів.
З основним знаряддям був спарений танковий варіант 7,62-мм кулемета Калашнікова (Кулемет Калашнікова ПКТ). Військовий боєкомплект становив 2000 набоїв.
Для боротьби з танками на машині було встановлено пускова установка протитанкової керованої ракети 9М14М або «Малютка». Військовий боєкомплект становив 4 ракети.

### Ходова частина
Як ходову частину використовувалося колісне шасі з колісною формулою 4х4. Для руху по важкопрохідній місцевості використовувався додатковий гусеничний рушій, що розташовувався між осями коліс з обох бортів машини. Як опорних катків використовувалися пустотілі ковзанки плаваючого танка ПТ-76. Час переходу з колісного ходу на гусеничний і навпаки становив близько 15-20 секунд.

## Галерея

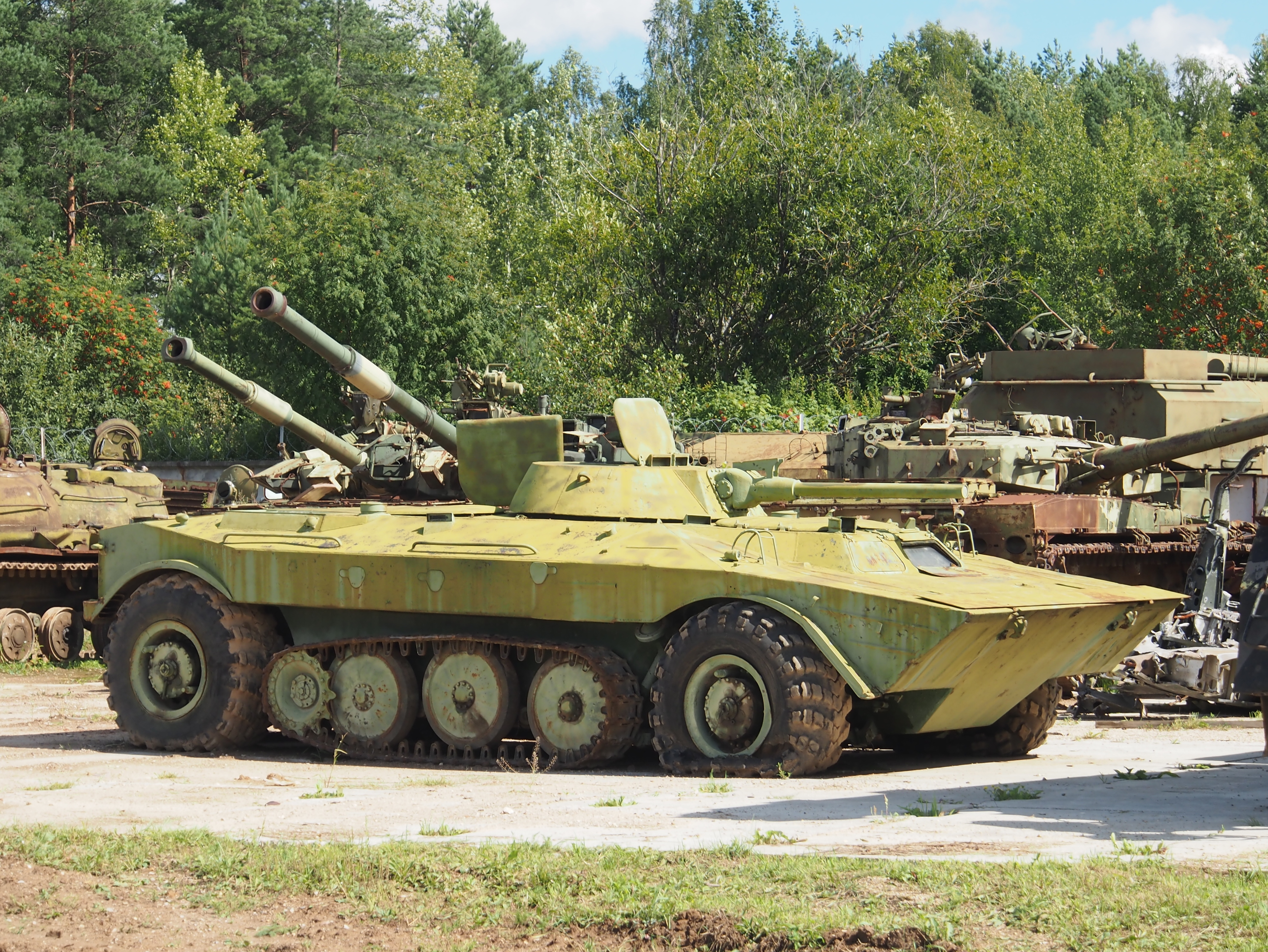
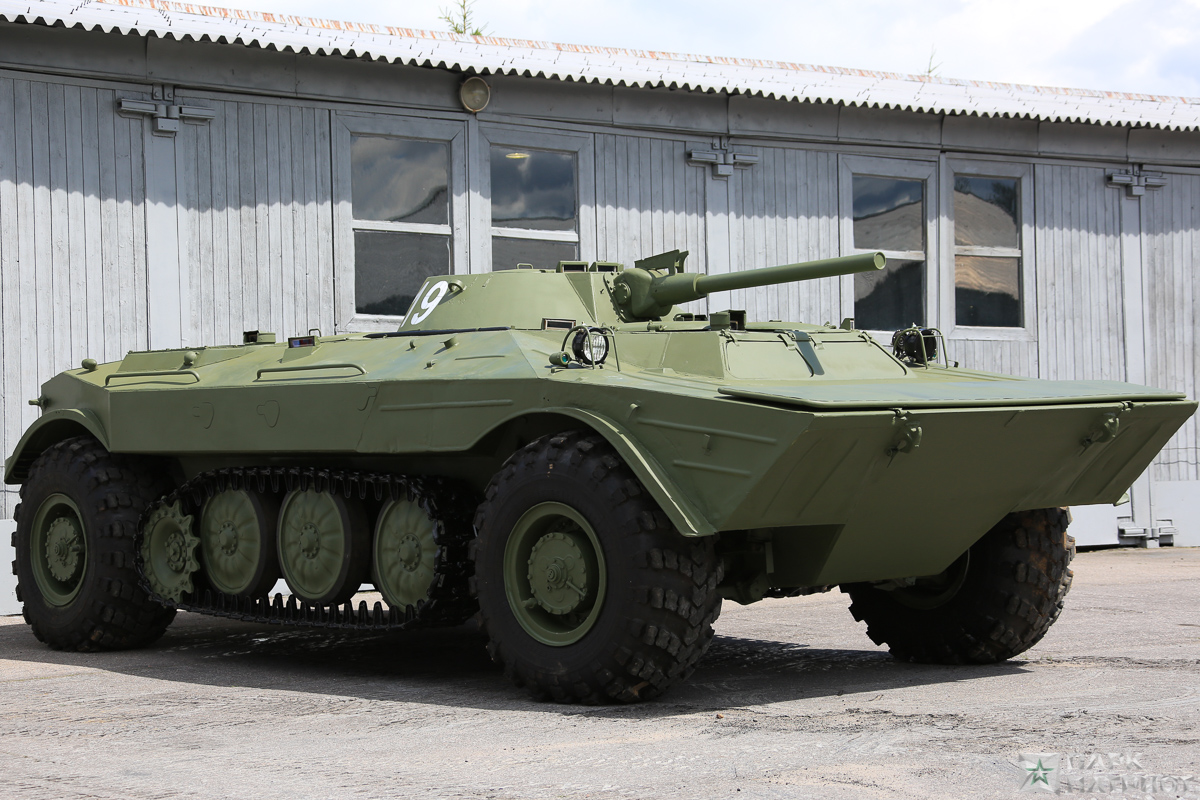
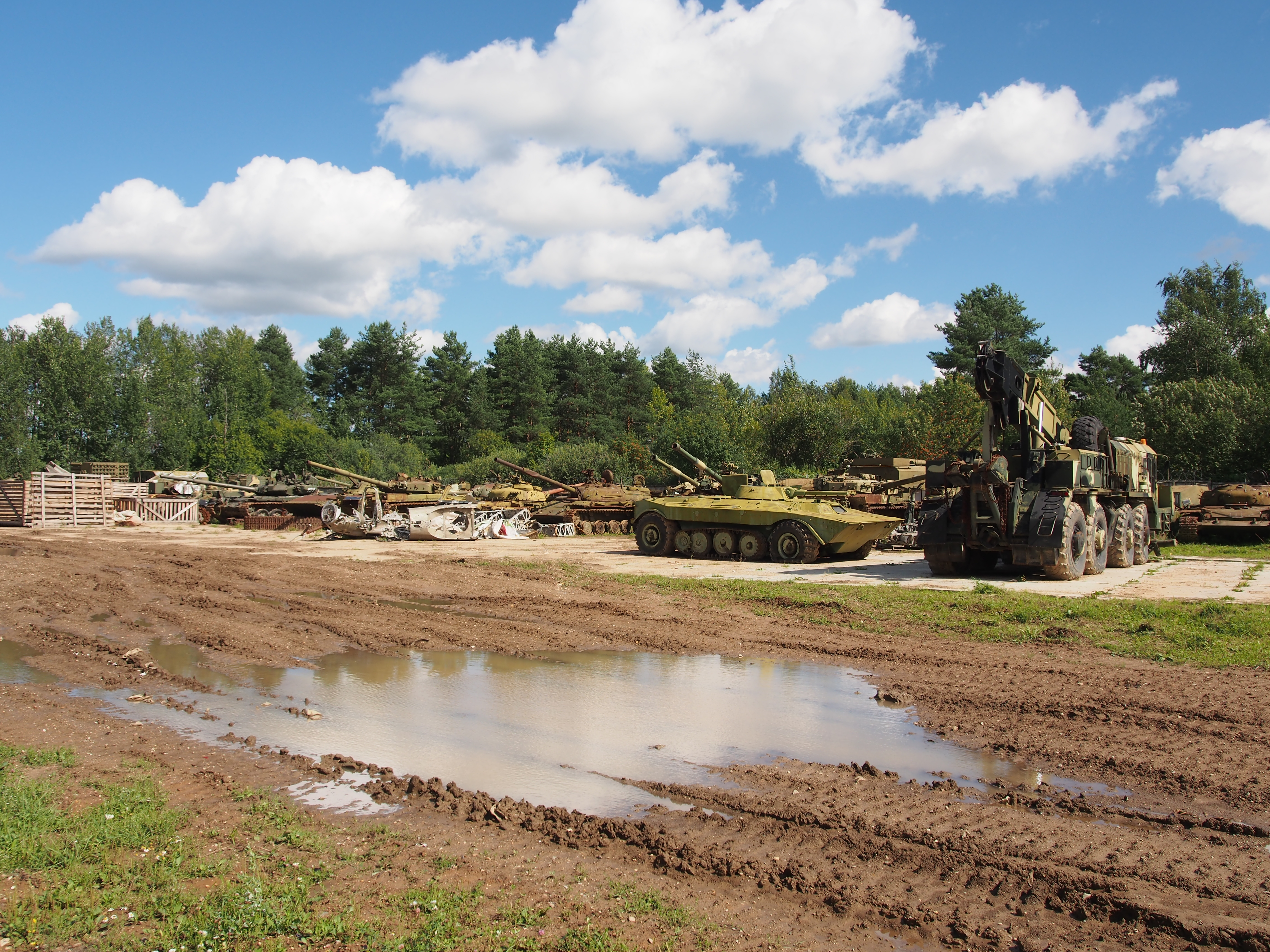